# Jerzy Mazur

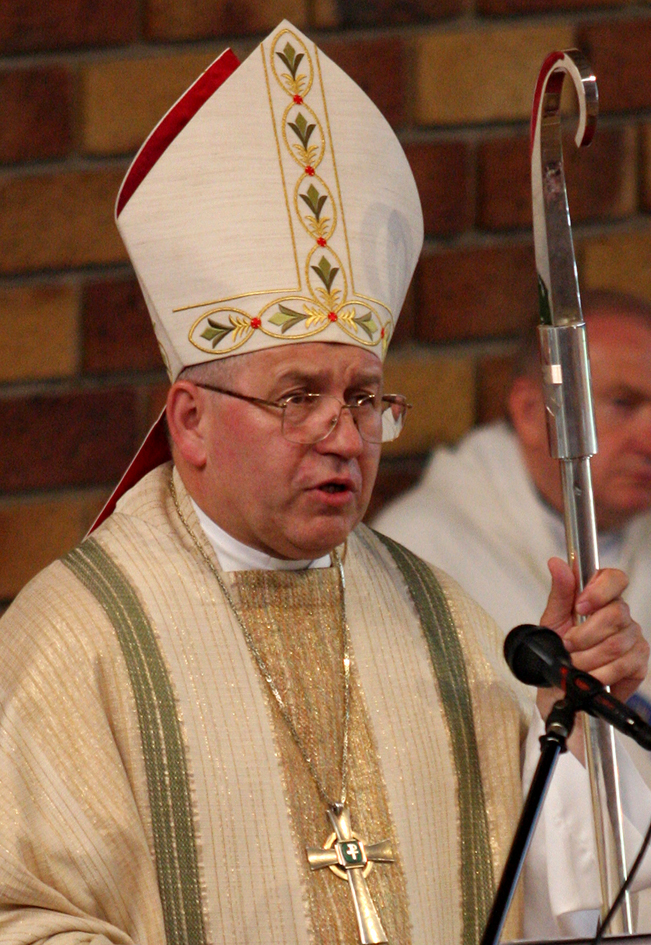
Jerzy Mazur, Bischof von Ełk, seit 2003

Jerzy Mazur SVD (* 6. August 1953 in Hawłowice, heutige Woiwodschaft Karpatenvorland, Polen) ist katholischer Bischof von Ełk.

## Leben
Jerzy Mazur trat nach dem Abitur in das Priesterseminar der Steyler Missionare in Pieniężno ein. Dort wurde er am 22. April 1979 zum Priester geweiht. Er studierte Katholische Theologie an der Katholischen Universität Lublin und an der Päpstlichen Universität Gregoriana in Rom.
1983 ging er in die afrikanische Mission nach Ghana, 1986 kehrte er zurück und wurde Professor für Missionswissenschaft im Missionshaus von Pieniężno. 1992 ging er für seinen Orden nach Belarus.
Am 23. März 1998 ernannte ihn Papst Johannes Paul II. zum Titularbischof von Tabunia und zum Apostolischen Administrator der Apostolischen Administratur von Sibirien. Die Bischofsweihe spendete ihm der Apostolische Nuntius in der Russischen Föderation, Erzbischof John Bukovsky SVD. Nach der Teilung der Apostolischen Administratur in Ost- und West-Sibirien am 18. Mai 1999 wurde er Apostolischer Administrator von Ost-Sibirien und nach Aufstufung zum Bistum am 11. Februar 2002 war er erster Bischof des Bistums St. Joseph von Irkutsk. Mit dem Amt ist auch die Position des Apostolischen Präfekten von Juschno-Sachalinsk verbunden. Am 10. April 2002 wurde Bischof Mazur auf dem Moskauer Flughafen verhaftet, in ein Flugzeug gesetzt und nach Polen abgeschoben. Ein Jahr lang versuchte er sein Bistum von Polen aus zu leiten; am 17. April 2003 wurde er vom Papst zum Bischof von Ełk ernannt und am 9. Juni 2003 in der Kathedrale von Ełk in sein neues Bistum eingeführt.
Sein Wahlspruch lautet: Veni Sancte Spiritus („Komm Heiliger Geist“).
In der Polnischen Bischofskonferenz ist er Vorsitzender der Kommission für die Mission und Mitglied der Kommission für die Caritas.